# Philippe Blain
Pour les articles homonymes, voir Blain (homonymie).
Philippe Blain, né le 20 mai 1960 à Montpellier, est un ancien joueur de volley-ball. International entre 1980 et 1991, Il a cumulé 340 sélections. Il évoluait au poste de réceptionneur-attaquant. Il avait pour particularité de faire ses manchettes les bras pliés.
Il fut élu meilleur joueur du championnat du monde 1986 en France. Il termine sa carrière de joueur dans le club italien de Coni en 1991 avant d'y entamer son parcours d'entraîneur.
Sélectionneur de l'équipe de France pendant douze ans, il évolue ensuite comme entraîneur adjoint de l'équipe nationale de Pologne aux côtés de Stéphane Antiga avec lequel il est sacré champion du monde en 2014. Après les Jeux Olympiques de 2016 au cours desquels la sélection polonaise est éliminée en quarts de finale, la Fédération polonaise de volley-ball décide de confier la sélection à un nouvel encadrement. Philippe Blain rejoint alors l'équipe nationale du Japon. Il y est l'adjoint de Yuichi Nakagaichi.

## Biographie
Son grand-père, Antoine Blain, est un ancien joueur international de rugby à XV et de rugby à XIII, devenu directeur des tournées de l'équipe de France de rugby à XIII dans les années 1950 et 1960 et secrétaire général de la fédération française de rugby à XIII. Son père, Jean Blain, après avoir pratiqué le rugby à XIII, a construit une grande carrière au volley-ball en tant que joueur puis président du club de volley-ball de Montpellier avec lequel il remporte trois titres de Championnat de France (1972, 1973 et 1975).

## Clubs (joueur)
| Club             | Pays   | De        | À         |
| ---------------- | ------ | --------- | --------- |
| Montpellier UC   | France | 1980-1981 | 1984-1985 |
| Équipe de France | France | 1985-1986 | 1985-1986 |
| Montpellier UC   | France | 1986-1987 | 1988-1989 |
| Coni             | Italie | 1989-1990 | 1989-1990 |

## Clubs (entraîneur)
| Club            | Pays    | De        | À         |
| --------------- | ------- | --------- | --------- |
| Coni            | Italie  | 1991-1992 | 1992-1993 |
| AS Cannes       | France  | 1994-1995 | 1999-2000 |
| Arago de Sète   | France  | 2000-2001 | 2000-2001 |
| France          | France  | 2001-2002 | 2011-2012 |
| Montpellier VUC | France  | 2013-2014 | 2014-2015 |
| Pologne         | Pologne | 2013-2014 | 2015-2016 |
| Japon           | Japon   | 2016-2017 | 2023-2024 |

## Palmarès (joueur)
- Championnat d'Europe
  - Finaliste : 1987
  - Troisième : 1985
- Récompenses individuelles[5]:
  - Championnat du monde 1986 : MVP
  - Championnat d'Europe 1987 : MVP

## Palmarès (entraîneur)
- Ligue mondiale
  - Finaliste : 2006
- Championnat d'Europe
  - Finaliste : 2003, 2009
- Championnat du monde (1)
  - Troisième : 2002
  - Vainqueur : 2014
- Coupe des vainqueurs de coupe (1)
  - Vainqueur : 1999
- Championnat de France (1)
  - Vainqueur : 1995
- Coupe de France (2)
  - Vainqueur : 1995, 1998

## Honneurs
- croix d'or du mérite (Pologne)
- Médaille de la jeunesse, des sports et de l'engagement associatif, or (2014)[6]